# ساموجي
ساموجي، (بالإنجليزية: Samugheo)‏، هي بلدية، في مقاطعة أوريستانو في إقليم سردينيا الإيطالي، وتقع على بعد حوالي 80 كم (50 ميل) إلى الشمال من كالياري، وحوالي 30 كم (19 ميل) شرق أوريستانو.

## السكان
في سنة 1861 بلغ عدد السكان 2٬019 نسمة، وتطور العدد ليصل في سنة 2011 لـ 3٬183 نسمة.
يظهر هذا المخطط البياني تطور النمو السكاني لـ ساموجي

## توأمة
لساموجي اتفاقيات توأمة مع:
- تريكاريكو